# エドウィン・P・モロー
エドウィン・ポーチ・モロー（英: Edwin Porch Morrow、1877年11月28日 - 1935年6月15日）は、アメリカ合衆国の政治家、弁護士であり、1919年から1923年まで第40代ケンタッキー州知事を務めた。就任当時の共和党の典型的な政策、すなわちアフリカ系アメリカ人への平等な権利を主張し、暴力行為を鎮めるために武力を使った。1883年に知事候補になった父のトマス・Z・モローや、1895年に知事に当選したウィリアム・O・ブラッドリーから共和党の主義主張について教えを受けていた。二人ともケンタッキー州で共和党を立ち上げた党員だった。
米西戦争（1898年-1899年）に参戦したが、戦闘に直接関わることはなかった。1902年にシンシナティ法学校を卒業し、ケンタッキー州レキシントンで法律実務を開業した。自白強要と偽証によって殺人罪で告発されていた黒人の無罪を勝ち取ったことで、直ぐにその名声を得ることになった。1910年、ウィリアム・タフト大統領からアメリカ合衆国東ケンタッキー地区検事に指名され、1913年にウッドロウ・ウィルソン大統領から解任されるまで務めた。1915年、友人の民主党員オーガスタス・スタンレーに対抗して州知事選挙に出馬した。選挙では471票という僅差で敗北し、ケンタッキー州知事選挙の歴史では最も接近した結果となった。
モローは1919年州知事選挙にも再度出馬した。対抗馬は民主党現職のジェイムズ・D・ブラックであり、その年の初期にスタンレーがアメリカ合衆国上院議員に就任したことに伴い、副知事から昇格していた。モローは有権者に「1915年の誤りを正す」と訴え、女性参政権、人種暴動の鎮圧など進歩主義的綱領で選挙運動を行った。具体的例を挙げて民主党政権の汚職を告発した。選挙では大勝した。1920年の議会は友好的であり、反リンチ法、州政府の再編成など政策の多くを法制化し実行した。この年には1人の黒人囚人をリンチから救ったことで全国的な評判を呼んだ。暴動を防止しなかったり、鎮められなかった地方役人を辞めさせることに躊躇しなかった。1922年までに民主党がケンタッキー州議会の勢力を取り戻しており、知事任期の後半ではあまり成果を挙げられなかった。知事を辞した後、アメリカ合衆国鉄道労働者評議会と鉄道仲裁委員会の委員を務めたが、選挙で選ばれる役職に就くことは無かった。フランクフォートで従兄弟と共に暮らしていた1935年6月15日に心臓発作で死亡した。

## 初期の経歴
エドウィン・ポーチ・モローは1877年11月28日に、ケンタッキー州サマセットで生まれた。父はトマス・ザンジンガー・モロー、母はバージニア・キャサリン（旧姓ブラッドリー）だった。この父母には8人の子供が生まれ、エドウィンと双子の兄弟チャールズがその一番下だった。父はケンタッキー州で共和党を立ち上げた党員の一人であり、1883年には州知事選挙で党公認候補になったが落選した。母は、1895年に州知事に当選したウィリアム・オコーネル・ブラッドリーの姉妹だった。
モローの幼いときはサマセットの公立学校で教育を受けた。14歳の時にレバノン近くにあるセントメアリーズ・カレッジの予備校に入学した。1891年から1892年までそこで学んだ。その後、ウィリアムズバーグにあるカンバーランド・カレッジ（現在のカンバーランド大学）に入学し、ディベートの世界で頭角を現した。スポーツにも興味があり、アメリカンフットボールではハーフバックを、野球では左翼手でプレイした。
1898年6月24日、米西戦争に従軍するケンタッキー第4歩兵連隊に兵卒として入隊した。最初はケンタッキー州レキシントンに駐屯しており、その後アラバマ州アニストンで訓練した。腸チフスが流行したために実戦に出ることはなく、1899年2月12日には少尉で除隊となった。1900年、シンシナティ法学校秋学期に入学した。1902年法学士の資格を得て卒業した。
モローはレキシントンで法律実務を開業した。最初期に扱った事件が殺人で起訴された黒人ウィリアム・モスビーの裁判であり、それで評判を確立した。モスビーの第一審は評決不能陪審で終わっていたが、彼に不利な証拠は自白（後に撤回）であり、周りは第二審で有罪になると見ていた。担当の判事はモスビーの弁護士を見つけられなかったので、若く、働きたがっていたモローに白羽の矢を立てた。モローは被告の自白が強要されたものであることを証明した。被告は監獄の外にリンチを要求する暴徒が待っていると告げられていたが、実際にはそのような暴徒は居なかった。さらにその他の被告に不利な証言が偽証であることも示した。モスビーは1902年9月21日に無罪となった。
モローは1903年にサマセットに戻った。1903年6月18日にはキャサリン・ヘイル・ワッドルと結婚した。ワッドルの父はモローの父に付いて法律を勉強した者であり、エドウィンとキャサリンは遊び友達、クラスメイト、恋人同士だった。この夫婦には、1904年にエドウィナ・ハスケル、1908年にチャールズ・ロバートの2人の子供が生まれた。

## 政歴
1904年、モローはサマセットの市検事に指名され、1908年まで務めた。1910年、ウィリアム・タフト大統領からアメリカ合衆国東ケンタッキー地区検事に指名された。この職を1913年まで務めたが、ウッドロウ・ウィルソン大統領から解任された。

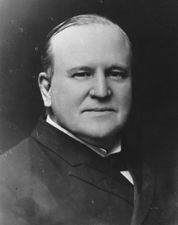
ウィリアム・O・ブラッドリー、モローの叔父、1895年にケンタッキー州知事に当選した

モローが初めて政治の世界に入ったのは、1895年に叔父のウィリアム・O・ブラッドリーの州知事選挙運動を手伝ったことだった。1899年ケンタッキー州知事選挙では、共和党候補者ウィリアム・S・テイラーが、ブラッドリーに選挙で支持してもらうことと引き替えに、モローを州務長官にすると提案してきたが、ブラッドリーが拒否した。モローは1911年州知事選挙に友人から立候補を勧められたが、辞退した。
1912年、トマス・ペインター（民主党）が持っていた州選出アメリカ合衆国上院議員の議席について、共和党の候補に選ばれた。ペインターは再選を求めないことに決め、民主党はクリッテンデン郡のオリー・M・ジェイムズを候補に立ててきた。州議会は民主党が優勢であり、ジェイムズで一本化されていた。州議会上下両院合同の投票で、ジェイムズが105票を得て、28票のモローを破った。翌1913年にアメリカ合衆国憲法修正第17条が成立したので、これはケンタッキー州議会が上院議員を選んだ最後の機会になった。
1915年6月15日にレキシントンで開かれた共和党州大会で、モローは共和党の州知事候補に選ばれた。このときの党内対抗馬はラット・F・マクローリンだった。民主党の対抗馬は親友でもあるオーガスタス・スタンレーだった。モローはそれ以前の民主党政権が汚職をしていたと告発し、「汚れた箒では家を綺麗にできない」と言って共和党への投票を訴えた。モローもスタンレーも進歩主義的な綱領で運動を行い、接戦となったが、最後はスタンレーが471票差で制した。これはケンタッキー州の知事選挙が始まって以来の僅差となったが、モローはその結果に対して異議申し立てを行わず、それで大いに人気を上げた。その判断は、異議申し立てをしてもケンタッキー州議会が最後に決めることであり、議会の両院は民主党支配だったからだった。

### ケンタッキー州知事
モローは1916年、1920年および1928年の共和党全国大会で、ケンタッキー州の代議員を務めた。1919年、再度党の州知事候補に満場一致で選出された。この時の民主党の対抗馬はジェイムズ・D・ブラックだった。その年の5月にスタンレーがアメリカ合衆国上院議員に就任したことに伴い、ブラックが副知事から昇格していた。
モローは州の有権者に「1915年の誤りを正す」と訴えた。このときも進歩主義的な綱領を作り、ケンタッキー州憲法を改定して女性参政権を認めよと訴えた。スタンレーからブラックの民主党政権を腐敗していると攻撃した。投票日が近付いた頃に、州の統制委員会が存在しない会社と契約していたことを暴露した。歴史家のローウェル・H・ハリソンは、この暴露に続いてブラックがその委員達を罷免しなかったことがおそらくその敗北に繋がったと見ていた。選挙ではモローが4万票以上の大差で当選した。ケンタッキー州知事選挙で共和党員が勝利した中では最大の票差となった。

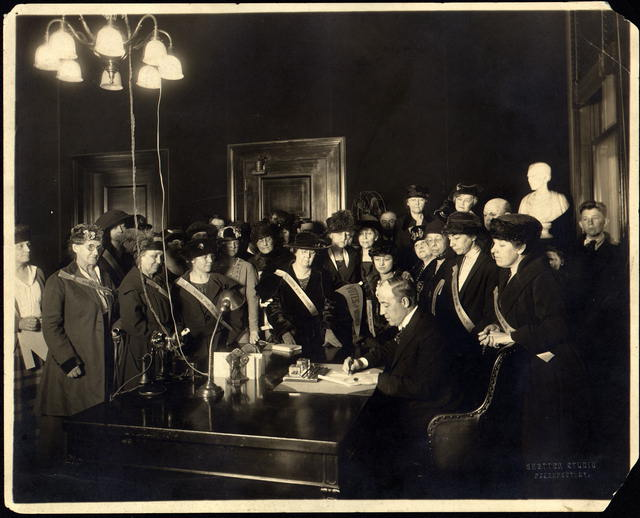
アメリカ合衆国憲法修正第19条の批准書に署名するモロー、周りに居るのは祝賀のために訪れたケンタッキー州平等権協会の会員、1920年1月6日

1920年1月6日、モロー知事はアメリカ合衆国憲法修正第19条（女性参政権）の批准書に署名した。ケンタッキー州は同法案を批准した23番目の州になった。右の写真はその署名の瞬間であり、ケンタッキー州平等権協会の会員と共に収まっている。1920年の州議会は共和党が下院で多数派、上院で2議席足りない少数派だった。この会期の間に、モローはグラント郡選出の民主党上院議員C・W・バートンを説得して、共和党の提案を支持させることが多かった。上院で賛否同数となった場合には、共和党員副知事のS・スラストン・バラードが決定票を投じることができた。その結果、モローは統制委員会を無党派の慈善と矯正の委員会に置き換え、道路工事を中央集権化し、資産税を改定するなど、州政府の再編成にかなりの効果を上げた。教育体系の改善を監督し、教科書選定を改良し、競馬場にかけた税金を教師の最低賃金保証に遣った。モローが提案し、成立しなかったものは、裁判官の無党派化だった。
隠蔽武器携行に対する州法の強制や、クー・クラックス・クランの活動に対する制限強化を奨励した。知事に就任して最初の年に認めた恩赦は100件に過ぎなかった。これは前任知事に比べるとかなり少ない数字だった。第35代州知事のJ・C・W・ベッカムは、就任1年目に350件の恩赦を認めており、第37代ジェイムズ・マクリアリー（知事として2期目）は139件、第38代オーガスタス・スタンレーは257件だった。南部で人種間暴力を排除するための団体である人種間協力委員会ではモローも活動的委員になった。

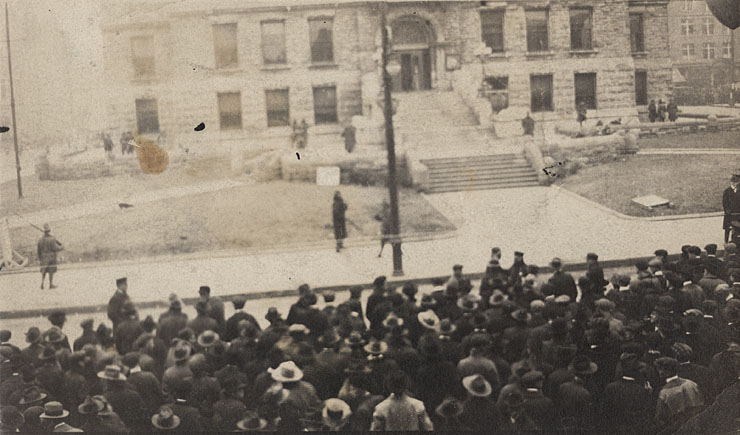
ウィル・ロケットの裁判の時に裁判所外に集まった暴徒、1920年

1920年2月1日、黒人で第一次世界大戦の退役兵ウィル・ロケットが殺人罪で裁判に掛けられたとき、これを守るためにモローはレキシントンに州軍を派遣した。モローは州兵長官に「あの黒人を法の手の中で保つためにできる限りのことをしなさい。彼が暴徒の手に落ちれば、貴方が生きていられるとは思っていない」と告げた。ロケットは既に弁護士の助け無しに殺人を自白していた。その裁判は30分間しか掛からず、ロケットは有罪を認めたが、死刑ではなく終身刑を求めた。その嘆願にも拘わらず、電気椅子での死刑を宣告された。
ロケットの裁判が進行中に、裁判所の外には数千人の群衆が集まった。あるカメラマンが集まっている者達に、拳を振り叫び声を上げてくれれば写真に撮れると頼んだ。群衆の他の場所にいた者達が、彼等は裁判所に殺到しているのだと思いこみ、前に押し寄せた。それに続いた小競り合いの中で、警官一人が腕に重傷を負い、後に切断されることになった。州兵が発砲し、6人を殺し、約50人を負傷させた。群衆の中には近くの店に入って報復のための武器を探した者もいたが、午後の半ばまでに近くの軍隊基地から援軍が到着した。戒厳令が宣言され、それ以上の暴力沙汰は起こらなかった。その1か月後、ロケットはエディビルにあるケンタッキー州立刑務所で処刑された。
この事件は州や地方の当局によって、リンチを要求する暴徒を武力で鎮圧したことでは、アメリカ合衆国南部で初めてのことと考えられている。モローは全米黒人地位向上協会から称賛の電報を受け取った。国内の新聞の大半はこの事件を好意的に扱った。W・E・B・デュボイスはそれを第二のレキシントンの戦いと呼んだ。モローは州内の暴力を終わらせるために州軍を使うことでは首尾一貫していた。1922年、ニューポートでの工場ストライキの暴力を鎮めるために、再び州軍を派遣した。
モローは地方の警察からも一貫性を要求した。1921年、ウッドフォード郡の獄吏を1人罷免した。この者は黒人囚人がリンチされるのを許し、犯人の逮捕と有罪確定に結びつく情報に対して25,000米ドルの報償を提案していた。バーセイルズの住人は、囚人がリンチされたことよりも、獄吏が罷免されたことに激怒した。地方役人は捜査に関わることを拒否し、リンチを行った者は逮捕も告発もされなかった。地方役人は獄吏の妻を獄吏の務めを終わらせる役に指名し、罷免を回避させた。
1922年8月、ジャック・イートンという行商人が若い少女数人を襲った廉で逮捕された。少女達の両親は告発を後押しすることを拒否し、イートンは釈放された。後にイートンは暴徒に捕まり、何カ所か斬りつけられ、傷口にテレピン油を流し込まれた。捜査によってスコット郡の保安官が意図的に暴徒の中にイートンを追い込んだことが分かり、モローはこの保安官を解任した。イートンは白人だったが、他の獄吏がリンチや暴徒の暴力に対して守ろうとする動機になることを期待して、黒人達はこの解任を喜んだ。
1920年、モローはアメリカ合衆国副大統領の候補者になると噂されることが多かったが、知事である間は他の高位の役職を求めないと選挙中にした約束に固執し、候補者名簿から外させた。1920年7月27日、マサチューセッツ州ノーサンプトンで演説を行い、カルビン・クーリッジを副大統領候補に推した。大統領候補にはフランク・O・ロウデンを推したが、ウォレン・ハーディングが指名された。モローは党公認候補のために活発に選挙応援を行った。
1922年、モローは議会に対する演説で、州道体系改善のために5,000万米ドルの拠出と、婦人の平等権を否定する全ての法の撤廃を求めた。また州内の大学、学校、刑務所、病院を改善するために多額の州債発行も推薦した。しかし、この時期までに共和党は下院の多数派を民主党に譲っており、実際にモローの提案は全て否決された。モローは70万米ドルの予算配分など民主党の提案した法案幾つかに拒否権を使って反撃した。1922年議会の成果としては、反リンチ法、懲役の廃止、マレーとモアヘッドでの師範学校設立の法案成立があった。今日、これらの学校はマレー州立大学とモアヘッド州立大学になっている。1922年議会はマイ・オールド・ケンタッキー・ホーム州立公園を統治し始めたことと、ジェファーソン・デイヴィス記念碑の建設承認もした。
ロケット裁判の扱いでモローは全国的な称賛を得たという事実があったが、歴史家のジェイムズ・クロッターは「ケンタッキー州知事として確固としたむしろ典型的な記録の背後に置かれている」と述べていた。モローの財政的な保守主義と1922年に議会を支配できなかったことを、そのパッとしない評価の理由にしている。ただし州内で人種間の平等を前進させたことは称賛していた。ケンタッキー州憲法の規定により州知事は連続2期就任できなかったので、その政権の業績は、1923年の知事選挙で共和党後継者と目されたチャールズ・I・ドーソンを当選させるまでには至らなかった。

### その後の経歴と死
モローは知事を辞した後、サマセットに戻り、偏見の根絶と寛容の推進に献身する組織である「共和国の見張り」で活動した。アメリカ合衆国鉄道労働者評議会の委員を1923年から1926年、その後継組織である鉄道仲裁委員会の委員を1926年から1934年まで務めた。1934年にはケンタッキー州第9選挙区からアメリカ合衆国下院議員を狙ったが、共和党のジョン・M・ロブションに公認指名を取られた。
この予備選挙で敗北した後、モローはレキシントンに戻って法律実務を再開しようと考えていた。フランクフォートで一時的に従兄弟と共に暮らしていた1935年6月15日に突然の心臓発作で死亡した。フランクフォート墓地に埋葬されている。

## 関連図書
- “Kentucky Suffrage Bill Signed” (PDF).   The New York Times (1920年3月20日). 2009年8月26日閲覧。